# Edgar Pineda
Edgar Pineda Zeta (17 de setembro de 1997) é um halterofilista guatemalense. Competiu representando a Guatemala no halterofilismo nos Jogos Olímpicos de Verão de 2016 no Rio de Janeiro.